# Anathallis aristulata
Anathallis aristulata é uma espécie de orquídea (Orchidaceae) originária do Brasil.